# AVN Best New Starlet Award
AVN Magazine Best New Starlet Award är en utmärkelse som presenteras i januari varje år i Las Vegas, Nevada vid AVN Awards-ceremonin. 

## Mottagare
| År         | Foto på vinnaren | Vinnarens namn     | Nomineringar |
| ---------- | ---------------- | ------------------ | --- |
| 1984       |                  | Rachel Ashley      | |
| 1985       |                  | Ginger Lynn        | |
| 1986       |                  | Angel              | |
| 1987       |                  | Barbara Dare       | |
| 1988       |                  | Samantha Strong    | |
| 1989       |                  | Aja                | |
| 1990 (tie) |                  | Victoria Paris     | |
| 1990 (tie) | Tori Welles      |                    | |
| 1991       |                  | Jennifer Stewart   | |
| 1992       |                  | Savannah           | |
| 1993       |                  | Alex Jordan        | |
| 1994       |                  | Shayla LaVeaux     | |
| 1995       |                  | Kylie Ireland      | |
| 1996       |                  | Jenna Jameson      | |
| 1997       |                  | Missy              | |
| 1998       |                  | Johnni Black       | |
| 1999       |                  | Alisha Klass       | |
| 2000       |                  | Bridgette Kerkove  | Anastasia Blue Jewel De'Nyle India Katja Kean Leanni Lei Bunny Luv Barrett Moore Sonja Redd Regan Starr Sydnee Steele Vivian Valentine                                                           |
| 2001       |                  | Tera Patrick       | Alexa Cassidey Ryan Conner Dayton Rains Jessica Drake Tasha Hunter Miko Lee Lola Heather Lyn Tiffany Mason McKayla Matthews                                                                      |
| 2002       |                  | Violetta Blue      | Meriesa Arroyo Calli Cox Kate Frost Haven Logan LaBrent Justine Romee Stevie Monica Sweetheart Zana                                                                                              |
| 2003       |                  | Jenna Haze         | Sunrise Adams Aria Giovanni Hannah Harper Jewels Jade Jassie Kimmie Kahn Carmen Luvana Katie Morgan Tawny Roberts Avy Scott Judy Star Shyla Stylez Felix Vicious Lezley Zen                      |
| 2004       |                  | Stormy Daniels     | Ashley Blue Mary Carey Cindy Crawford Daisy Marie Alaura Eden Jesse Jane Kaylani Lei Nina Mercedez Ander Paige Lauren Phoenix Crystal Ray Rachel Rotten Simone Bella-Marie Wolf                  |
| 2005       |                  | Cytherea           | Audrey Hollander Nicki Hunter Katrina Kraven Christie Lee Jennifer Luv Missy Monroe Gia Paloma Teagan Presley Lily Thai Lucy Thai Nautica Thorn Dana Vespoli Vicky Vette Dani Woodward           |
| 2006       |                  | McKenzie Lee       | Lori Alexia Joanna Angel Jasmine Byrne Courtney Cummz Brooke Haven Jenaveve Jolie Sunny Lane Tory Lane Vanessa Lane Trina Michaels Keri Sable Hillary Scott Taryn Thomas Kelly Wells             |
| 2007       |                  | Naomi              | Alektra Blue Sasha Grey Lacie Heart Gianna Lynn Candy Manson Riley Mason Michelle Maylene Stefani Morgan Jenna Presley Kirsten Price Amy Ried Ava Rose Mia Rose Charlotte Stokely                |
| 2008       |                  | Bree Olson         | Alexis Love Alexis Texas Ashlynn Brooke Audrey Bitoni Casey Parker Lela Star Lorena Sanchez Maya Hills Natasha Nice Paulina James Renae Cruz Shay Jordan Tera Wray Veronique Vega Alana Leigh    |
| 2009       |                  | Stoya              | Lexi Belle Tori Black Chayse Evans Jaelyn Fox Jayden Jaymes Nikki Jayne Jayme Langford Jandi Lin Meggan Mallone Priya Rai Faye Reagan Ryder Skye Missy Stone Angelina Valentine                  |
| 2010       |                  | Kagney Linn Karter | Asa Akira Britney Amber Angelina Armani Kiara Diane London Keyes Tanner Mayes Nicole Ray Emy Reyes Natalia Rossi Aryana Starr Riley Steele Janie Summers Brynn Tyler Sadie West                  |
| 2011       |                  | Gracie Glam        | Brooke Lee Adams Raven Alexis Briana Blair Amy Brooke Danica Dillan Alexis Ford Tara Lynn Foxx Allie Haze Amia Miley Mallory Rae Murphy Chanel Preston Ashlyn Rae Katie St. Ives Jennifer White  |
| 2012       |                  | Brooklyn Lee       | Abella Anderson Jessie Andrews Aiden Ashley Bethany Benz Lily Carter Skin Diamond Ash Hollywood BiBi Jones Jynx Maze Holly Michaels Selena Rose Samantha Saint Lexi Swallow Lizz Tayler Zoe Voss |